# Cerocala sokotrensis
Cerocala sokotrensis är en fjärilsart som beskrevs av George Francis Hampson 1899. Cerocala sokotrensis ingår i släktet Cerocala och familjen nattflyn. Inga underarter finns listade i Catalogue of Life.